# Référendum italien de 1991
Un référendum abrogatif d'origine populaire a lieu le 10 juin 1991 en Italie. La population est amenée à se prononcer sur l’abrogation de la loi dotant les électeurs de votes préférentiels multiples lors des scrutins électoraux.
Le scrutin est marqué par une écrasante victoire du Oui, près de 96 % des votants s'étant exprimés en faveur de l'abrogation. Le taux de participation de près de 63 % permet par ailleurs au référendum de franchir le quorum de 50 % requis pour être légalement valide. Les Italiens disposent depuis lors d'un seul vote préférentiel lors de leurs scrutins électoraux. 

## Mise en œuvre
En accord avec l'article 75 de la Constitution de 1947, des citoyens italiens réunissent les signatures d'un minimum de 500 000 électeurs en 90 jours entre le 1er janvier et le 30 septembre de l'année en cours, afin de déclencher l'organisation d'un référendum abrogatif sur une loi existante. Le système des préférences multiples était notamment critiqué pour avoir conduit à un système de clanisme à l'intérieur même des partis, où des groupes de candidats s'alliaient les uns contre les autres, source d'instabilité dans le système politique.

## Conditions de validité
Les référendums abrogatifs d'origine populaire sont légalement contraignants. Ils doivent cependant pour être légalement valides réunir la majorité absolue des suffrages exprimés en faveur de l'abrogation, et franchir le quorum de participation de 50 % des inscrits.

## Résultats
| Choix                     | Votes      | %      |  |
| ------------------------- | ---------- | ------ |  |
| Pour                      | 26 896 979 | 95,57  |  |
| Contre                    | 1 247 908  | 4,43   |  |
|                           |            |        |  |
| Votes valides             | 28 144 887 | 95,05  |  |
| Votes blancs et invalides | 1 464 748  | 4,95   |  |
| Total                     | 29 609 635 | 100    |  |
| Abstention                | 17 768 208 | 37,50  |  |
| Inscrits/Participation    | 47 377 843 | 62,50  |  |
| Quorum de participation   | ✔ 50 %     | ✔ 50 % |  |

Répartition des votants :
| Votes Pour (95,57 %) |
| ▲                    |
| Majorité absolue     |

Répartition des inscrits :
| Taux de participation (62,50 %) |  |  | Taux d'abstention (37,50 %) |
| ▲                               |  |  |                             |
| Quorum                          |  |  |                             |